# Álvaro Soler
Álvaro Tauchert Soler, conegut artísticament com a Álvaro Soler   (Sant Cugat del Vallès i Barcelona, 9 de gener de 1991), és un cantant i compositor català.

## Biografia
Nascut a Sant Cugat del Vallès, de pare alemany i mare catalana, va començar la seva trajectòria musical amb el grup barceloní Urban Lights, que va formar juntament amb el seu germà, grup que van dur al plató del concurs de talents ¡Tú sí que vales! de la cadena espanyola Telecinco i on van assolir la final, esdevenint el primer ressò mediàtic de la jove agrupació. Poc després, el santcugatenc va començar la carrera en solitari adoptant com a nom artístic el seu propi nom i el cognom de la seva mare, Álvaro Soler. L'any 2015 va deixar Barcelona per instal·lar-se a Berlín, Alemanya, ciutat on va començar a gravar els seus primers grans èxits internacionals, destacant el duet 'El mismo sol' que va realitzar amb la cantant novaiorquesa Jennifer Lopez, un senzill que va arribar als primers llocs de les principals llistes europees com Espanya, Suïssa, Països Baixos o Itàlia, on va romandre tres setmanes com a número 1 i acumulant un total de 9 discs de platí i 1 d'or.
L'any 2016 va rebre el guardó al millor artista revelació de l'any durant els European Border Breakers Awards (EBBA), organitzada per la Unió Europea de Radiodifusió.
El segon senzill, 'Sofía', va ser gravat a Cuba, va aconseguir 6 discs de platí i va arribar al número 1 a Bèlgica, Itàlia, República Txeca, Luxemburg, Àustria, Suïssa i Eslovàquia i Hongria. A principis de 2017 va publicar el senzill 'Animal', també enregistrat als carrers de l'Havana i amb una lletra que fa referència a l'esperit de lluita i superació d'una atleta.
Actualment la seva mànager és Rosa Lagarrigue.
Va actuar en la segona semifinal del Benidorm Fest 2023 com a artista convidat.

## Discografia

### Àlbums d'estudi
| • Eterno Agosto (2015) |
| --- |
| 1. El mismo sol (2:59) 2. Tengo un sentimiento (3:04) 3. Agosto (2:59) 4. Mi corazón (3:11) 5. Volar (3:01) 6. Esta noche (2:49) 7. Esperándote (3:18) 8. Lucía (3:28) 9. La vida seguirá (2:47) 10. Si no te tengo a ti (2:56) 11. Que pasa (3:12) 12. Cuando volverás (3:18) 13. El camino (3:07) 14. Te quiero solo a ti Lucia (1:55:09) |

### Senzills
- 2015: El mismo sol, amb Jennifer Lopez (2 discs de platí a Espanya, 4 discs de platí a Itàlia, 1 disc de platí a Suïssa i 1 disc d'or a Bèlgica, Països Baixos i Polònia)[6]
- 2015: Agosto.
- 2016: Sofía.
- 2016: Libre (amb Paty Cantú, Emma Marrone i Monika Lewczuk)
- 2017: Animal
- 2017: Yo contigo, tú conmigo (The Gong Gong Song) (amb Morat)
- 2018: La Cintura
- 2018: Lo Mismo (amb Maître Gims)
- 2019: Loca
- 2019: La Libertad
- 2020: Barrer a Casa (amb Sofía Ellar)